# Wereldkampioenschappen schaatsen afstanden 2023 - Ploegenachtervolging vrouwen
De ploegenachtervolging vrouwen op de wereldkampioenschappen schaatsen afstanden 2023 werd gereden op donderdag 2 maart 2023 in het ijsstadion Thialf in Heerenveen, Nederland.
Titelverdediger was de Nederlandse ploeg, die wederom het snelste was. Nederland werd echter gediskwalificeerd omdat Joy Beune's enkels niet bedekt waren. De wereldtitel ging zo naar Canada. Japan werd tweede voor de Verenigde Staten.

## Uitslag
| #      | Land             | Schaatsers                                         | Tijd    |
| ------ | ---------------- | -------------------------------------------------- | ------- |
| Goud   | Canada           | Valérie Maltais Ivanie Blondin Isabelle Weidemann  | 2.54,58 |
| Zilver | Japan            | Momoka Horikawa Ayano Sato Sumire Kikuchi          | 2.57,30 |
| Brons  | Verenigde Staten | Mia Kilburg Giorgia Birkeland Brittany Bowe        | 3.00,39 |
| 4      | China            | Han Mei Li Qishi Chen Aoyu                         | 3.00,99 |
| 5      | Noorwegen        | Aurora Løvås Ragne Wiklund Sofie Karoline Haugen   | 3.01,13 |
| 6      | Polen            | Karolina Bosiek Magdalena Czyszczoń Olga Kaczmarek | 3.03,84 |
| 7      | Duitsland        | Lea Sophie Scholz Michelle Uhrig Josie Hofmann     | 3.08,88 |
| 8      | Nederland        | Joy Beune Irene Schouten Marijke Groenewoud        | DQ      |

2005 · 
2007 · 
2008 · 
2009 · 
2011 · 
2012 · 
2013 · 
2015 · 
2016 · 
2017 · 
2019 · 
2020 · 
2021 · 
2023 · 
2024 · 
2025